# Перепись населения США (1940)
Шестнадцатая  перепись населения на территории США проводилась в 1940 году. В переписи приняло участие 131 669 275 человек, что примерно на 7,2 % больше, чем в предыдущей переписи. Тогда по результатам переписи в стране проживало 123 202 624 человека. В опрос ввели новые вопросы о месте проживания пять лет назад, последней оконченной ступени образования, а также о заработной плате. Перепись стала первой, в которой во всех 48 штатах приняло участие более 100 000 человек.

## Вопросы переписи
Участники переписи предоставили следующую информацию о себе:
- Адрес проживания
- Находится ли жильё в собственности
  - Если опрашиваемый собственник, стоимость жилья
  - Если опрашиваемый арендует жильё, стоимость аренды
- Является ли жильё фермерским угодьем
- Имя
- Родственная связь с главой домохозяйства
- Раса
- Пол
- Возраст
- Семейное положение
- Посещение школы
- Уровень учебного образования
- Место рождения
- Гражданство, если участник переписи был рождён за границей
- Адрес проживания за пять лет до переписи, и являлось ли жильё фермой
- Работает ли участник
- Тип компании: частная, государственная, программа государственного трудоустройства (Управление общественных работ США, Гражданский корпус охраны окружающей среды)
  - Количество рабочих часов в неделю в частной или государственной компании
  - Время без работы или в программе государственного трудоустройства
- Род занятий, промышленность и класс работника
- Количество недель, проведённых на работе в прошлом году
- Заработная плата за прошлый год

Помимо этого отдельные группы участников отвечали на вопросы о дате первой свадьбы, фертильности и прочем.